# Postgirobygget
La Postgirobygget  es un edificio comercial ubicado en Biskop Gunnerus '14 en Oslo, Noruega. 
El edificio fue diseñado por el arquitecto noruego Rolf Christian Krognes y construido en 1975. Cuenta con 26 plantas y tiene 111 metros de altura, por lo que es el segundo edificio más alto en Noruega. En 2003, el edificio pasó por una rehabilitación en la que se agregaron siete pisos y el edificio se dividió en dos torres. 
El edificio sirve, entre otras cosas, como sede de Posten Norge, el servicio postal noruego.